# Parthenos sylvia
Parthenos sylvia  (лат.) — дневная бабочка из семейства Nymphalidae. Впервые была описана в 1776 году голландским энтомологом Питером Крамером.

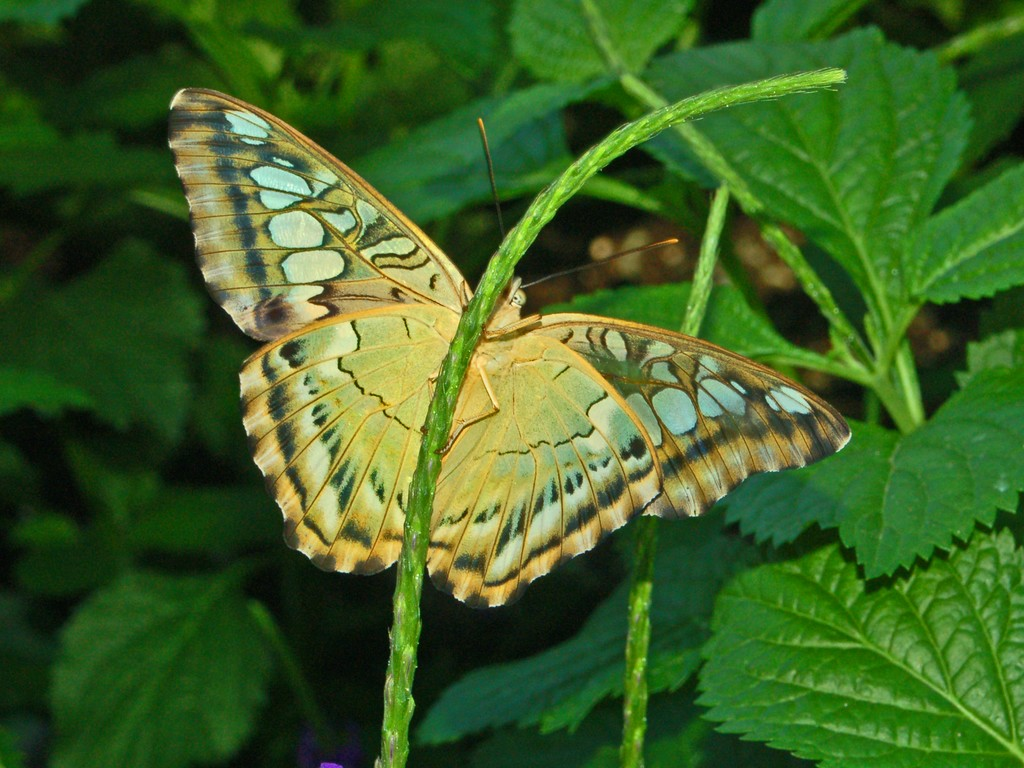
нижняя сторона крыльев

## Ареал
Бабочка распространена в Индии, (Западные Гаты, Ассам), Шри-Ланка и Юго-Восточной Азии (Мьянма, Малайзия, Филиппины и Новая Гвинея).

## Описание
Усики черные, голова, грудь и брюшко зеленовато-бронзового цвета.

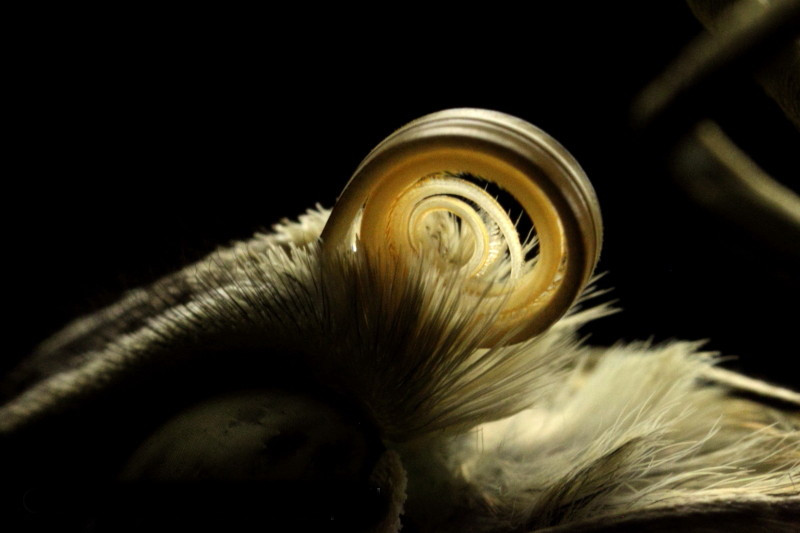
Хоботок

## Гусеница и куколка
Тело гусеницы цилиндрическое бледно-зелёного цвета с желтовато-белыми полосками по бокам с каждой стороны, голова и анальный сегмент с короткими шипами; с 3-го по 12-й сегмент шипы более разветвленные красновато-коричневого цвета. Куколка длиной 4—5 см веретеновидной формы, коричневого цвета.

## Подвиды
- P. s. admiralia Rothschild, 1915
- P. s. apicalis Moore, 1878
- P. s. aruana Moore, 1897
- P. s. bandana Fruhstorfer
- P. s. bellimontis Fruhstorfer, 1899
- P. s. borneensis Staudinger, 1889
- P. s. brunnea Staudinger, 1888
- P. s. couppei Ribbe, 1898
- P. s. cyaneus Moore, 1877
- P. s. ellina Fruhstorfer, 1899
- P. s. gambrisius Fabricius, 1787
- P. s. guineensis Fruhstorfer, 1899
- P. s. joloensis Fruhstorfer, 1899
- P. s. lilacinus Butler, 1879
- P. s. nodrica Boisduval, 1832
- P. s. numita Fruhstorfer
- P. s. obiana Fruhstorfer, 1904
- P. s. pherekrates Fruhstorfer, 1904
- P. s. pherekides Fruhstorfer, 1904
- P. s. philippinensis Fruhstorfer, 1899
- P. s. roepstorfii Moore, 1897
- P. s. salentia Hopffer, 1874
- P. s. silvicola Fruhstorfer, 1897
- P. s. sulana Fruhstorfer, 1899
- P. s. sumatrensis Fruhstorfer, 1899
- P. s. sylla Donovan, 1798
- P. s. theriotes Fruhstorfer
- P. s. thesaurinus Grose-Smith, 1897

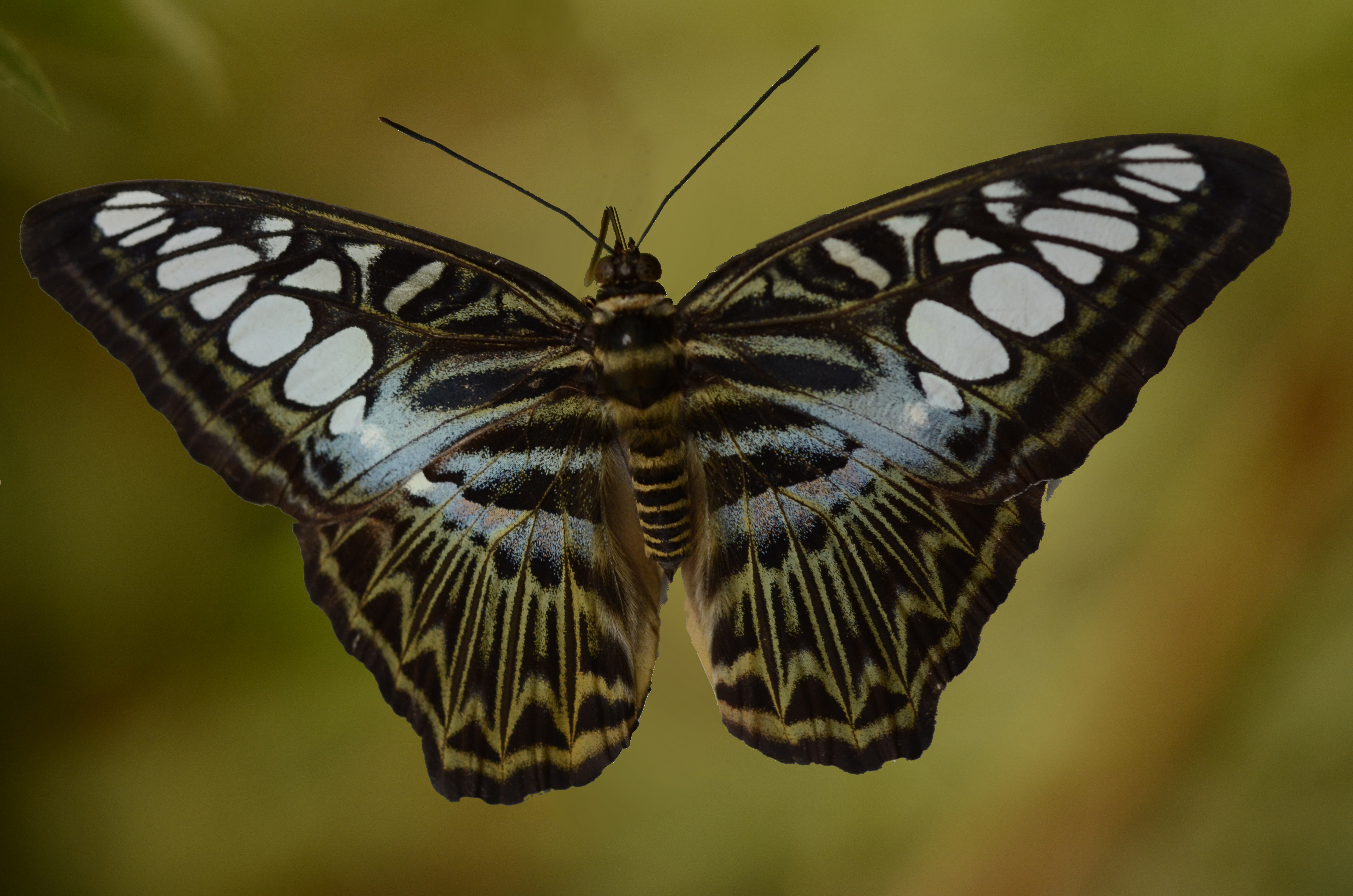
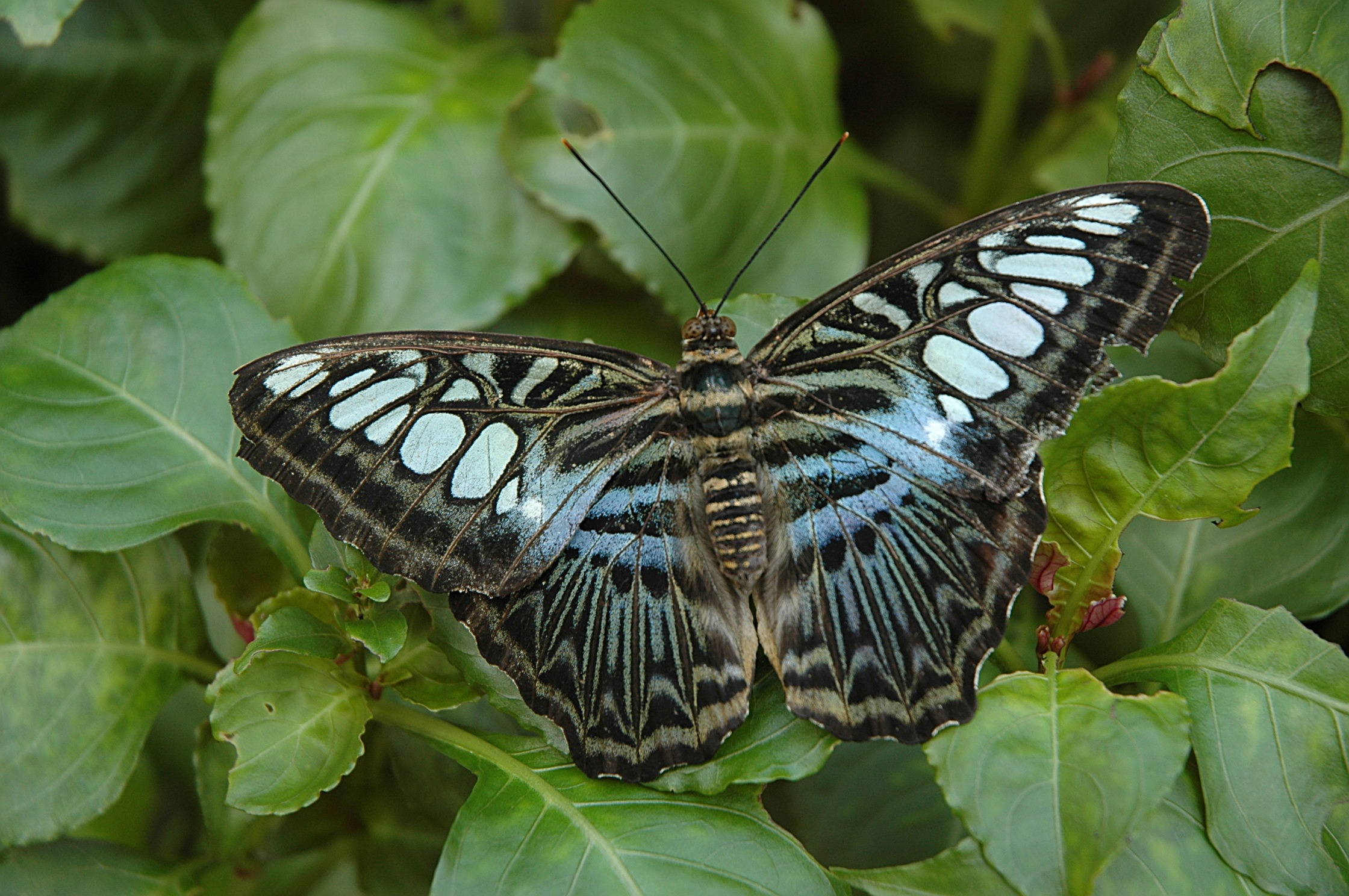
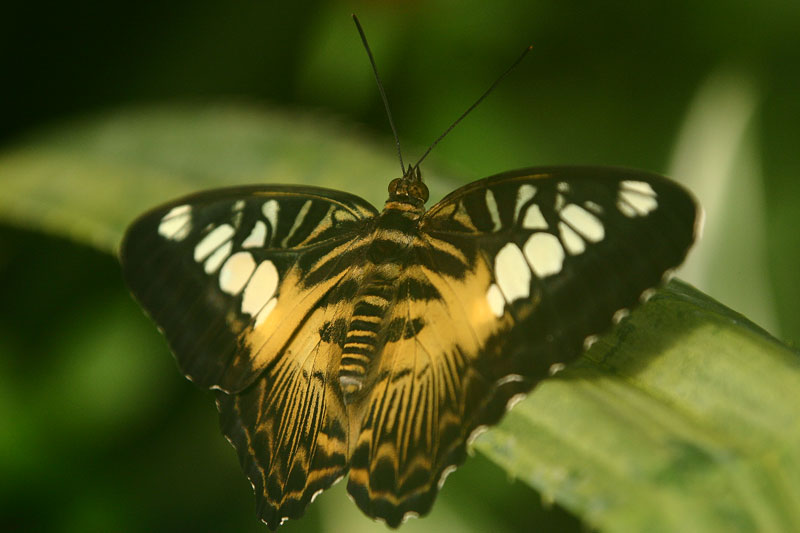
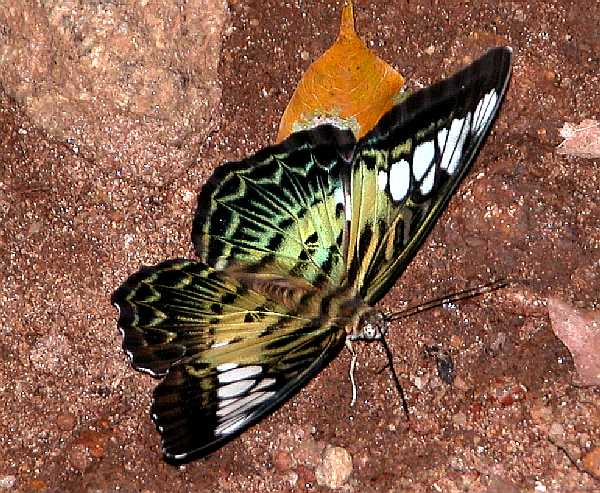

- P. s. thesaurus Mathew, 1887
- P. s. tualensis Fruhstorfer, 1899
- P. s. ugiensis Fruhstorfer
- P. s. virens Moore, 1877

Варианты окраски